# Halictus mucidus
Halictus mucidus är en biart som beskrevs av Blüthgen 1923. Halictus mucidus ingår i släktet bandbin, och familjen vägbin. Inga underarter finns listade i Catalogue of Life.